# Parakeet&Ghost
『Parakeet & Ghost』（パラキート・アンド・ゴースト）は、カーネーションの9枚目のアルバム。1999年2月10日に日本コロムビアより発売。2009年12月9日にDeluxe Editionとしてボーナスディスクと2枚組で再発売。
共同プロデューサーに元the pillowsの上田ケンジを迎えている。収録曲数と収録時間が長く、インストゥメンタルの曲も最も多いアルバム。
アルバムタイトルは「インコと幽霊」という意味。デザインは山本ムーグ。

## 収録曲

### Disc1
1. はたして野菜はどうなのか?（Instrumental）
上田ケンジが作曲に関わった唯一の曲。
2. Parakeet Kelly（Instrumental）
3. Rock City
4. ハッピー☆アンラッキー
5. なにかきみの大切なものくれるかい
サニーデイ・サービスの曽我部恵一がギターで参加している。
6. ナポレオンライス （Home Demo/Instrumental）
曲名はある料理屋のメニューから付けられた。
7. たのんだぜベイビー
スティーヴ衛藤がパーカッションで参加。
8. KELLY'S DADDY（Instrumental）
9. オレンジ
10. Planet Radio
11. Strange Days
12. 月の足跡が枯れた麦に沈み
13. BIRTHDAY（Instrumental）
14. グッバイ! 夕暮れバッティング・マシーン
ボーカルは大田譲、サブボーカルは棚谷祐一。バックコーラスは真城めぐみ。
15. アンブレラ
16. 恋の不思議惑星（Ghostly Mix）
17. いづみちゃんのピラニア（Instrumental）
「いづみちゃん」とは加藤いづみのこと。ピアニカで参加している。当初は「いづみちゃんのピアニカ」というタイトルだったが、ピアニカが登録商標で使えないため「ピラニア」に変更した。
18. ヘヴン
19. Parakeet Kelly（Reprise/Instrumental）
真心ブラザーズの桜井秀俊がギターで参加している。

### Disc2
1. 恋の不思議惑星
2. 愛する言葉 -Summer Children-（Full Version）
3. 防波堤のJ
4. Strange Days（Single Version）
5. Rock City（Home Demo）
6. ハッピー☆アンラッキー（Home Demo）
7. なにかきみの大切なものくれるかい（Home Demo）
8. たのんだぜベイビー（Home Demo）
9. Planet Radio（Home Demo）
10. Strange Days（Home Demo）
11. 月の足跡が枯れた麦に沈み（Home Demo/Instrumental）
12. アンブレラ（Home Demo）
13. ヘヴン（Home Demo/Instrumental）
14. たのんだぜベイビー（REC/Rough Mix 98/10/31）
15. なにかきみの大切なものくれるかい（REC/Basic Take 98/11/05）